# All in Love Is Fair
«All in Love Is Fair» (с англ. — «В любви все средства хороши») — песня американского певца Стиви Уандера, записанная для его шестнадцатого студийного альбома Innervisions (1973). Композиция была написана и спродюсирована самим Уандером и выпущена в виде сингла для бразильского рынка.
Американская певица Барбра Стрейзанд записала свою версию «All in Love Is Fair» в 1974 году для своего пятнадцатого студийного альбома The Way We Were и выпустила её в качестве сингла. Продюсером записи стал Томми Липума. Песня была тепло принята критиками, которые называли её незабываемой и такой же интересной, как и оригинал. В Billboard Hot 100 песня смогла подняться на 63-е место, а в топ-чарте синглов Канады — на 60-е.
В разное время песня была записана рядом других исполнителей, в том числе Бруком Бентоном, Нэнси Уилсон и Клео Лэйн.

## О песне
«All in Love Is Fair» была включена в студийный альбом Innervisions, вышедший 3 августа 1973 года на лейбле Tamla Records. Несмотря на то, что он не был выпущен в качестве коммерческого сингла на родине Стиви Уандера, США, Tapecar Records и Tamla выпустили его в 1974 году в 7-дюймовом формате в Бразилии. Би-сайдом данного релиза стала песня о злоупотреблении наркотиками — «Too High», также из состава Innervisions.
Песня написана в тональности ре минор с вокалом Уандера в диапазоне от C4 до A5; вокальное исполнение сопровождается самим Уандером на родес-пиано, акустическом фортепиано и барабанах, а также Скоттом Эдвардсом на электрическом басу. Текст композиции описывает двух людей, отношения которых близки к концу; Уандер намеренно использует «клише», чтобы донести свою точку зрения и доказать, что клише верны.
Лоуренс Габриэль в своей статье для альманаха MusicHound Rock: The Essential Album Guide охарактеризовал «All in Love Is Fair» как классическую поп-песню. Авторы Playboy сравнили её с произведениями Джонни Мэтиса. Джанин МакАдамс из Billboard увидела «драматическую напряжённость» в тексте песни: «Я никогда не должен был оставлять тебя / Писатель берёт перо / Чтобы вновь записать эти слова / Что в любви все средства хороши». А Херб Джордан включил текст трека в свою книгу Motown in Love: Lyrics from the Golden Era; он был помещён в раздел песен, в которых подробно разбираются «уроки любви».

## Восприятие
По мнению Мэтью Гринвальда из AllMusic, «All in Love Is Fair» несёт в себе «один из самых изящных и запоминающихся хуков той эпохи», благодаря чему композицию можно отнести к числу «лучших балладных идей Уандера». Брайан Айвз из radio.com описал её как «красивую и грустную фортепианную балладу», которая могла прийти с бродвейской сцены. Роберт Кристгау не оценил пение Уандера в «All in Love Is Fair», назвав его исполнение «незрелым». Напротив, Джеймс Пероне, автор книги The Sound of Stevie Wonder: His Words and Music, писал, что «не было лучшего примера» «чистого, автобиографически звучащего вокального произведения Стиви Уандера», чем в этой записи.

## Дальнейшее использование
Кроме Innervisions, «All in Love Is Fair» в дальнейшем фигурировала в целом ряде сборников. Так, в 1995 году Motown включила её в состав своей компиляции Baddest Love Jams Volume 2 — Fire and Desire. Она также была доступна в бокс-сете Уандера At the Close of a Century 1999 года, в Ballad Collection, появившейся на прилавках в том же году, и в цифровом релизе The Complete Stevie Wonder 2005 года.

## Список композиций
Слова и музыка всех песен — Стиви Уандер.
| №  | Название              | Длительность |
| -- | --------------------- | ------------ |
| 1. | «All in Love Is Fair» | 3:41         |

| №                   | Название            | Длительность |
| ------------------- | ------------------- | ------------ |
| 1.                  | «Too High»          | 4:36         |
| Общая длительность: | Общая длительность: | 8:17         |

## Участники записи
Данные приведены по буклету компакт-диска 1986 года с записью альбома Innervisions
- Стиви Уандер — вокал, фортепиано, Родес-пиано, ударные
- Скотт Эдвардс — электрический бас

## Версия Барбры Стрейзанд

### Создание и выпуск
Свою версию «All in Love Is Fair» выпустила Барбра Стрейзанд.
Вскоре после коммерческого успеха предыдущего сингла певицы «The Way We Were» Columbia Records начала собирать треки для её грядущего пятнадцатого студийного альбома. Из-за дефицита времени большинство треков были взяты из материала, записанного Стрейзанд семь лет назад. В буклете с примечаниями к её альбому лучших хитов 1991 года Just for the Record… сообщалось, что единственными новыми записями, специально созданными для The Way We Were, были «All in Love Is Fair», «The Way We Were», «Being at War with Each Other» и «Something So Right». «All in Love Is Fair» была записана 14 декабря 1973 года в студии United Recorders в Лос-Анджелесе. Композиция вышла в марте 1974 года в виде 7-дюймового сингла на лейбле Columbia Records, а позднее в том же году лейбл объединил данный трек с предыдущим синглом Стрейзанд «The Way We Were» на отдельном 7-дюймовом релизе и повторно выпустил его в продажу для рынков США и Канады.

### Восприятие
Сотрудники Billboard охарактеризовали кавер-версию как «музыкальную жемчужину», акцентировав внимание на том, что «прекрасный голос» Стрейзанд и её «великолепное мастерство интерпретации» сделало этот вариант «прекрасной мелодии Уандера» самым лучшим. Автору книги The Barbra Streisand Scrapbook Эллисон Уолдман также пришлось по душе личное прочтение Стрейзанд. Стивен Холден из Rolling Stone сравнил её исполнение с версией Уандера и пришёл к выводу, что оно «почти так же интересно, как и оригинал», а Мэтью Гринвальд из AllMusic назвал проникновенное произношение ключевой по его мнению строки «Писатель берёт перо» незабываемым. Специалисты Cashbox сочли «All in Love Is Fair» шикарным продолжением предыдущего хита исполнительницы «The Way We Were», вполне вписывающегося в концепцию вышедшего незадолго до этого саундтрека к одноимённому фильму и со столь же мощным вокалом. В конце обозреватели заключили, что «теперь совершенно очевидно, что Барбра — лучшая в мире вокалистка жанра поп/MOR на сегодняшний день».

### Коммерческие показатели
Версия Стрейзанд «All in Love Is Fair» имела умеренный коммерческий успех в США и Канаде. Сингл дебютировал в Billboard Hot 100 30 марта 1974 года под номером 81, став «Горячим дебютом» недели, то есть новой композицией, достигшей самой высокой позиции в этом списке среди десятка других новичков. В течение трёх следующих недель запись понемногу поднималась в рейтинге, достигнув 20 апреля своего пика на 63-й строчке. Спустя ещё неделю работа Стрейзанд опустилась на 75-е место, после чего покинула Hot 100. B Billboard Easy Listening показатели были несколько выше: «All in Love Is Fair» пробыла в этом чарте 9 недель, достигнув при этом 10-й позиции. В официальном хит-параде Канады, который исторически составлял еженедельник RPM, ситуация сложилась аналогичным образом. 6 апреля 1974 года композиция появилась в «горячей сотне» на 99-м месте, за следующие семь дней она поднялась на двадцать строчек вверх, а ещё через две недели, 27 апреля, вышла на свой максимальный показатель — 60-е место. Суммарно сингл провёл в канадском чарте пять недель.

### Дальнейшее использование
Впоследствии «All in Love Is Fair» вошла в несколько сборников американской певицы: Barbra Streisand’s Greatest Hits Vol. 2 (1978), Just for the Record… (1991) и The Essential Barbra Streisand (2002).

### Список композиций
| №  | Название              | Автор(ы)     | Длительность |
| -- | --------------------- | ------------ | ------------ |
| 1. | «All in Love Is Fair» | Стиви Уандер | 3:50         |

| №                   | Название                     | Автор(ы)                                                              | Длительность |
| ------------------- | ---------------------------- | --------------------------------------------------------------------- | ------------ |
| 1.                  | «My Buddy» / «How About Me?» | «My Buddy»: Уолтер Дональдсон, Гас Кан «How About Me?»: Ирвинг Берлин | 4:09         |
| Общая длительность: | Общая длительность:          | Общая длительность:                                                   | 7:59         |

| №  | Название          | Автор(ы)                                     | Длительность |
| -- | ----------------- | -------------------------------------------- | ------------ |
| 1. | «The Way We Were» | Марвин Хэмлиш, Алан Бергман, Мэрилин Бергман | 3:29         |

| №                   | Название              | Автор(ы)            | Длительность |
| ------------------- | --------------------- | ------------------- | ------------ |
| 1.                  | «All in Love Is Fair» | Стиви Уандер        | 3:50         |
| Общая длительность: | Общая длительность:   | Общая длительность: | 7:19         |

### Позиции в хит-парадах
| Год  | Чарт                           | Высшая позиция | Пребывание |
| ---- | ------------------------------ | -------------- | ---------- |
| 1974 | Канада (RPM Top Singles)       | 60             | 5 недель   |
| 1974 | США (Billboard Hot 100)        | 63             | 5 недель   |
| 1974 | США (Billboard Easy Listening) | 10             | 9 недель   |

## Другие кавер-версии
- В 1974 году Нэнси Уилсон записала свой вариант произведения Уандера в виде заглавного трека для своего 39-го студийного альбома All in Love Is Fair[англ.][45].
- В 1974 году Клео Лэйн, заручившись помощью музыкального продюсера Майка Берникера, выпустила её как внеальбомный 7-дюймовый промо-сингл[46], а в 2001 году она вошла в треклист компиляции At Her Finest[47].
- В 1974 году исполнение Билли Экстайна было включено в его лонгплей If She Walked Into My Life[48].
- В 1975 году Ширли Бэсси записала данную композицию для студийника Good, Bad but Beautiful[англ.][49].
- Версию Брука Бентона можно встретить на его пластинке 1976 года This Is Brook Benton[50].
- Вибрафонист Кол Чейдер и джазовая певица Кармен Макрей записали кавер для своей совместной студийной работы 1982 года Heat Wave[51].
- Песня появляется в альбоме Майкла Макдональда Motown[англ.] 2003 года[52].